# Himerometra
Famille
Himerometra est un genre de crinoïdes de la famille des Himerometridae.

## Description et caractéristiques
Ce sont des comatules de grande taille, portant rarement moins de 30 bras, mesurant généralement 13-15 cm de long.
On trouve des espèces de ce genre dans l'indo-pacifique, de la zone intertidale à plus de 57 m de profondeur.

## Liste des genres
Selon World Register of Marine Species (4 novembre 2014) :
- Himerometra bartschi AH Clark, 1908 -- Indonésie et Philippines, de la surface à 51 m de profondeur.
- Himerometra martensi (Hartlaub, 1890) -- Indonésie, espèce littorale
- Himerometra persica AH Clark, 1907 -- Indo-Pacifique (du Golfe Persique à l'Australie), 0-12 m de profondeur
- Himerometra robustipinna (Carpenter, 1881) -- Indopacifique de l'Inde à la Chine, de la surface à 57 m de profondeur.
- Himerometra sol AH Clark, 1912 -- Maldives

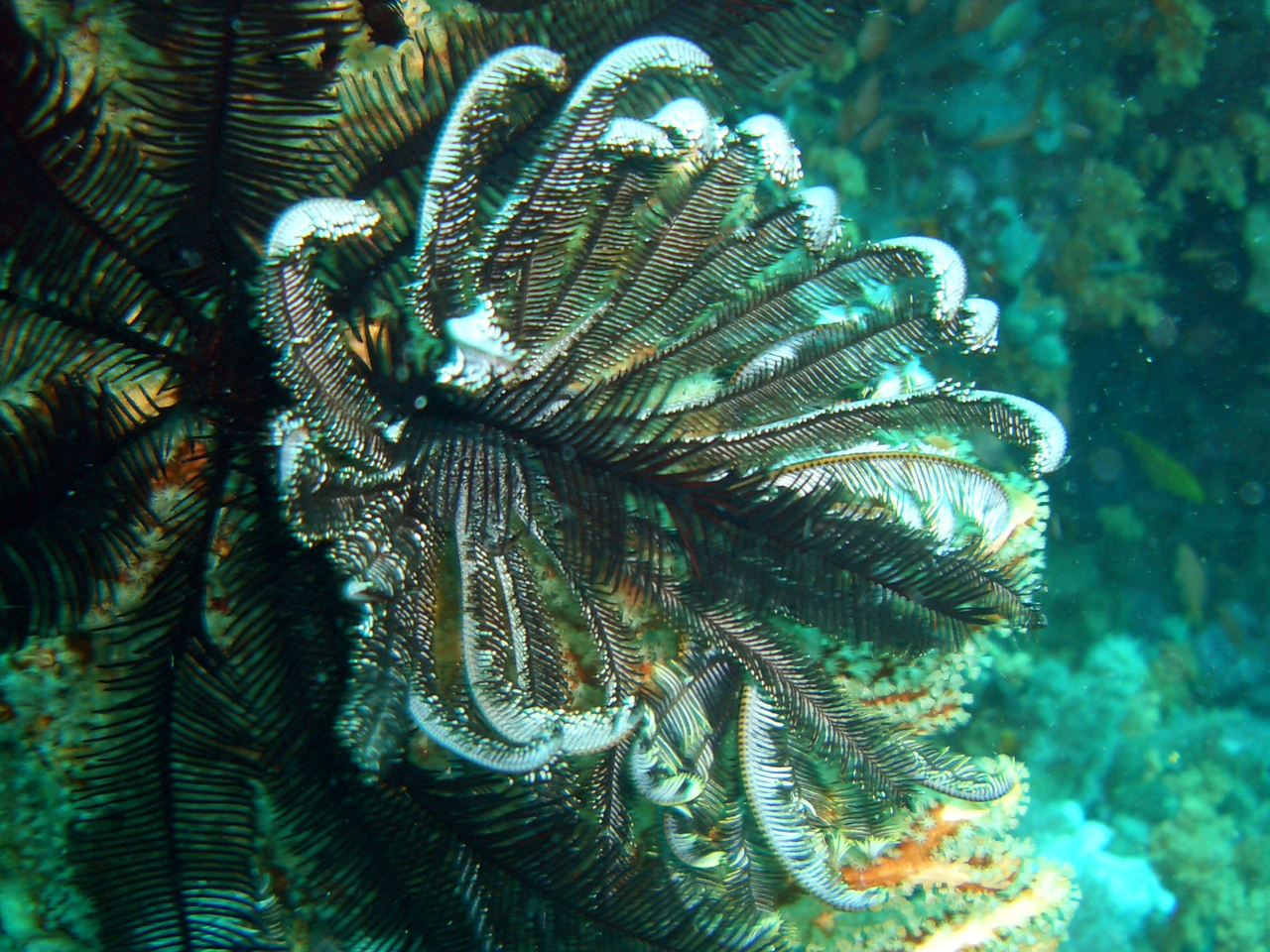
Himerometra bartschi
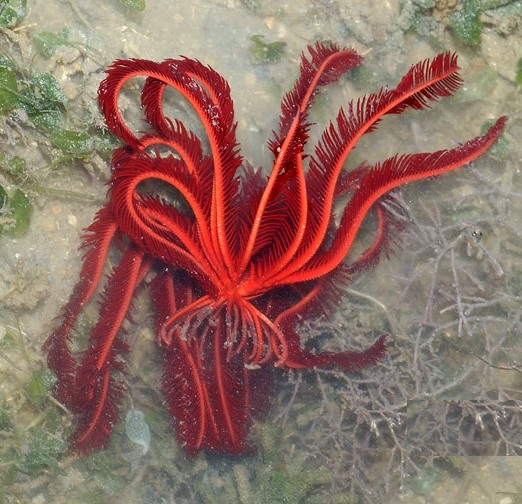
Himerometra robustipinna